# Gare de Metzeral
Gare de Metzeral – przystanek kolejowy w miejscowości Metzeral, w departamencie Górny Ren, w regionie Grand Est, we Francji. Jest zarządzany przez SNCF i obsługiwany przez pociągi TER Grand Est. 

## Położenie
Znajduje się na linii Colmar – Metzeral, na km 24,156 i jest stacją końcową, położoną za Muhlbach-sur-Munster, na wysokości 456 m n.p.m.

## Linie kolejowe
- Linia Colmar – Metzeral